# Scythocentropus poliades
Scythocentropus poliades är en fjärilsart som beskrevs av George Francis Hampson 1907. Scythocentropus poliades ingår i släktet Scythocentropus och familjen nattflyn. Inga underarter finns listade.